# 1254年
| 千纪： | 2千纪 |
| 世纪： | 12世纪 \| 13世纪 \| 14世纪                                                                                           |
| 年代： | 1220年代 \| 1230年代 \| 1240年代 \| 1250年代 \| 1260年代 \| 1270年代 \| 1280年代                                     |
| 年份： | 1249年 \| 1250年 \| 1251年 \| 1252年 \| 1253年 \| 1254年 \| 1255年 \| 1256年 \| 1257年 \| 1258年 \| 1259年           |
| 纪年： | 甲寅年（虎年）；南宋宝祐二年；大理天定三年；蒙古宪宗四年；高麗高宗四年；越南天應政平二十三年，元豐元年；日本建長六年 |

## 大事记
- 中国
  - 1月2日（農曆十二月十二日）——蒙古皇弟忽必烈率大军灭大理国。
  - 1月3日——法國國王路易九世所派遣使節魯不魯乞到達和林晉見蒙哥。
  - 正月，高麗高宗最後同意搬出江華島並將世子安慶公交給蒙古帝國。蒙古軍隨後撤退，結束蒙古第五次入侵高麗。
  - 七月，蒙古第六次入侵高麗。
- 欧洲
  - 第七次十字军东征失败，法國國王路易九世歸國。
  - 神聖羅馬帝國的霍亨斯陶芬王朝終結，此後陷入「無亡期」，直到1273年哈布斯堡王朝魯道夫一世 (德意志)被選為王，政治局勢才告穩定。
  - 12月12日——亞歷山大四世当选为教宗。

## 出生
- 马可·波罗，意大利威尼斯旅行家（逝世于1324年，70岁）
- 赵孟頫，宋元时期书画家（逝世于1322年，68岁）
- 马端临，宋元时期史学家（逝世于1323年，69岁）

## 逝世
- 12月7日——依諾增爵四世，教皇（出生于1180年至1190年间）